# John of Lancaster, 1. Duke of Bedford

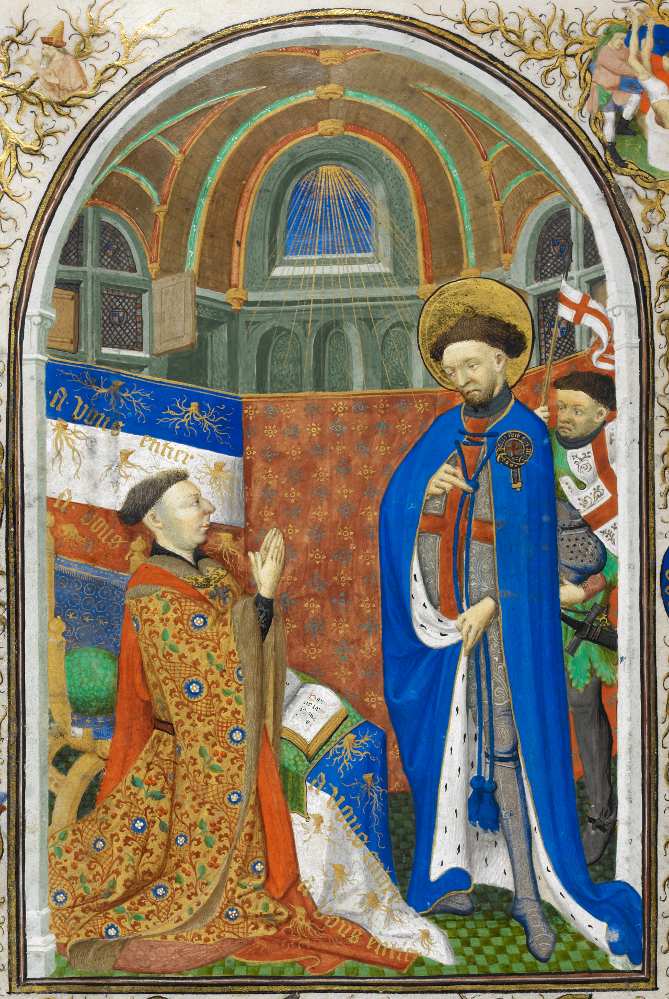
John of Lancaster betet zum hl. Georg, Darstellung aus dem 15. Jahrhundert

Wappen Johns of Lancaster

John of Lancaster, 1. Duke of Bedford KG (* 20. Juni 1389; † 14. September 1435 in Rouen) war ein englischer Prinz aus dem Haus Lancaster.

## Leben
Er war der dritte überlebende Sohn des englischen Königs Heinrich IV. aus dessen erster Ehe mit Mary de Bohun. Sein ältester Bruder war König Heinrich V.
John wurde 1399 im Rahmen der Feierlichkeiten zur Krönung seines Bruders Heinrich V. zum Knight of the Bath geschlagen und um 1400 als Knight Companion in den Hosenbandorden aufgenommen. 1403 wurde er von seinem Vater zum Constable of England auf Lebenszeit ernannt. 1411 reiste er als englischer Diplomat nach Schottland. Von seinem Bruder Heinrich V. wurde er 1414 zum Earl of Kendal, Earl of Richmond und Duke of Bedford erhoben.
Während der Abwesenheit seines Bruders in Frankreich nahm er die Position eines Stellvertreters in England wahr. Von 1421 bis 1425 war er Baron von Elbeuf in der Normandie. Nach dem Tod des Bruders, 1422, übernahm der diplomatisch geschickte John die Regentschaft in dem von England beherrschten Norden Frankreichs für seinen unmündigen Neffen König Heinrich VI., der auch den französischen Königstitel führte. In dessen Namen führte er den Hundertjährigen Krieg (1337–1453) gegen den französischen Dauphin Karl VII. fort und siegte 1424 in der Schlacht von Verneuil über ein französisch-schottisches Heer. Dies ermöglichte ihm der Vorstoß in das Loiretal und den Einschluss von Orléans.
Als Jeanne d’Arc mit Unterstützung des Dauphin in den Krieg eingriff und jener 1429 zum König gekrönt worden war, wurde die Macht Englands zunehmend zurückgedrängt, vor allem weil sich auch der burgundische Bündnispartner von England distanzierte. John zahlte Herzog Philipp III. von Burgund 10.000 Franken für die Auslieferung von Jeanne d’Arc und hielt sie fünf Monate in einem Turm gefangen. Er ließ sie 1431 als Häretikerin verurteilen und verbrennen, aber dies konnte die Lage für die Engländer nicht mehr wenden.
John starb 1435 in Rouen und wurde in der dortigen Kathedrale Notre-Dame begraben.

## Ehen
Er heiratete 1423 Anna, eine Tochter des Herzogs Johann Ohnefurcht von Burgund. Nach ihrem Tod 1432 heiratete er Jacquetta von Luxemburg. Da beide Ehen kinderlos blieben, erloschen seine Adelstitel mit seinem Tod.